# Józef Lis
Józef Lis (ur. 1868, zm. 1918) – urodzony w Kielcach Żyd polskiego pochodzenia i międzynarodowy przestępca, jedna z kilkudziesięciu osób, które się podejrzewa o zbrodnie przypisywane Kubie Rozpruwaczowi.

## Życiorys
Józef Lis urodził się w 1868 w Kielcach, jako syn Anzelma i Hanny. Jego ojciec zajmował się drobnym handlem oraz szmuglem alkoholu, papierosów i tytoniu. Najprawdopodobniej był agentem policji, ponieważ kiedy został schwytany w czasie napadu na sklep futrzarski, wbrew oczywistym dowodom nie trafił do więzienia, a sprawa została umorzona. Matka pochodziła ze Staszowa, a jej rodzina z Opatowa, również zajmowali się sprzedażą tytoniu.
Miał ośmioro rodzeństwa, cztery siostry i czterech braci. Rodzina Lisów mieszkała w Kielcach, do których przeprowadziła się, gdy zniesiono ius de non tolerantis Judeis, czyli najprawdopodobniej niespisany, ale zwyczajowo obowiązujący zakaz osiedlania się ludności żydowskiej w mieście. Ich dom stał przy ulicy Hipotecznej 7, obecnie plac Wolności 12. Osoby o tym samym nazwisku mieszkały także przy ulicach Niecałej, Małej i Czarnowskiej. Jego osobowość ukształtowały urazy będące konsekwencją nieudanego życia rodzinnego, romansów i zdrad jego matki.
W 1884 Lis wyjechał do Anglii. W Londynie nieustannie zmieniał tożsamość, nazwiska, pseudonimy i miejsca pobytu. Otworzył zakład fryzjerski w dzielnicy Whitechapel, w której w okresie, gdy działał tam Lis, popełniono kilka brutalnych morderstw na prostytutkach. Ofiary okaleczano odcinając im genitalia, nosy, uszy. Mordercy szukała cała policja, jednak nigdy go nie złapała.
Lis był również sutenerem i handlarzem żywym towarem, donosicielem, włamywaczem i agentem policyjnym, poruszającym się w środowisku skorumpowanej policji. Był wielokrotnie ścigany i skazywany, przeważnie jednak za pojedyncze i drobne wykroczenia. Od czasu wyjazdu z Kielc Lis działał m.in. w Nowym Jorku, Brukseli, Buenos Aires, Rio de Janeiro czy Johannesburgu.
W czasie I wojny światowej Lis miał powrócić na ziemie polskie jako rosyjski szpieg. W pobliżu frontu wschodniego został aresztowany przez władze austro-węgierskie pod zarzutem kradzieży i szpiegostwa. W więzieniu spędził kilka miesięcy, oczekując na wykonanie wyroku, prośby rodziców o ułaskawienie odrzucono. Przewieziono go z Przemyśla do Jarosławia i tam podobno wykonano wyrok – został rozstrzelany w 1918 i pochowany w nieznanym miejscu.

## Józef Lis w literaturze i filmie
W 2007 południowoafrykański historyk Charles van Onselen opublikował książkę „The Fox and The Flies: The World of Joseph Silver, Racketeer and Psychopath” (w polskim tłumaczeniu „Lis i gliniarze: Świat Józefa Silvera, bandyty i psychopaty”). Historyk współpracował z psychiatrą Robertem Kaplanem z University of Wollongong oraz profesorem Jerzym Szczepańskim, wicedyrektorem Instytutu Historii Akademii Świętokrzyskiej w Kielcach. Hipoteza ta jest jedna odrzucana przez innych specjalistów od Kuby Rozpruwacza, którzy wskazują na fakt, że Charles van Onselen nie przedstawił nawet żadnych wiarygodnych dowodów na fakt przebywania Józefa Lisa w Londynie w czasie gdy dokonywano zbrodni przypisywanych Kubie Rozpruwaczowi.
Na podstawie książki Charlesa van Onselena, w kieleckim oddziale Telewizji Polskiej w 2011 r. powstał film dokumentalny Kielecka tożsamość Kuby Rozpruwacza autorstwa Barbary Jankowskiej-Piróg. Film był prezentowany podczas XVII Festiwalu Form Dokumentalnych NURT 2011.